# Transformada de Legendre

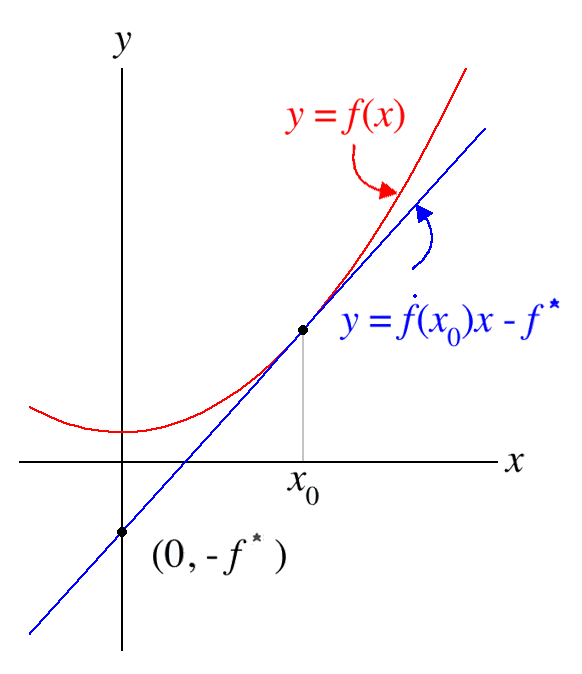
Interpretació geomètrica de la Transformada de Legendre.

En matemàtica es diu que dues funcions diferenciables f i g són una transformada de Legendre si cadascuna de les seves primeres derivades són funció inversa de l'altra:
{\displaystyle Df=\left(Dg\right)^{-1}}
Aleshores es diu de f i g que estan relacionades per una transformada de Legendre. Són unívoques fins a una constant additiva que normalment es fixa mitjançant el requisit addicional de
{\displaystyle f(x)+g(y)=x\,y.}
La transformada de Legendre és la seva pròpia inversa, i està relacionada amb la integració per parts.
Aquestes funcions reben aquest nom per Adrien-Marie Legendre.

## Motivació
En certs problemes matemàtics o físics es desitja expressar una certa magnitud f (com l'energia interna) com funció diferent g on els arguments siguin les derivades de la funció respecte a les antigues variables. Si designem al nou argument y es té que la relació amb l'antic argument és y = df/dx.
La transformació de Legendre permet la construcció anterior, mitjançant el teorema de la funció implícita, d'una nova funció g que satisfà els requisits anteriors:

{\displaystyle g(y):=({\mathcal {L}}f)(y)=x(y)y-f(x(y))}
on {\displaystyle f(x)\,} és la funció original i {\displaystyle {\mathcal {L}}:{\mathcal {C}}^{(2)}(D,\mathbb {R} )\to {\mathcal {C}}^{(2)}(D,\mathbb {R} )} és l'operador transformada de Legendre. Una funció {\displaystyle f(x)\,} admet transformada de Legendre, si existeix la seva derivada segona i no s'anul·la mai.
En aquestes condicions el Teorema de la Funció Implícita aplicat a la funció:
{\displaystyle {\begin{array}{lcr}F:\mathbb {R} ^{3}&\to &\mathbb {R} \\F(x,y)&=&y-{\frac {df}{dx}}\end{array}}}

garanteix que existeix la funció diferenciable, x(y).